# Carmenta guyanensis
Carmenta guyanensis is een vlinder uit de familie wespvlinders (Sesiidae), onderfamilie Sesiinae.
Carmenta guyanensis is voor het eerst wetenschappelijk beschreven door Le Cerf in 1917. De soort komt voor in het Neotropisch gebied.